# Uso de la fuerza en derecho internacional
El uso de la fuerza por los Estados se regula tanto por el Derecho internacional consuetudinario como en tratados internacionales. El artículo 2.4 de la Carta de las Naciones Unidas afirma que:

Los Miembros de la Organización, en sus relaciones internacionales, se abstendrán de recurrir a la amenaza o al uso de la fuerza contra la integridad territorial o la independencia política de cualquier Estado, o en cualquier otra forma incompatible con los Propósitos de las Naciones Unidas.

Aunque en ocasiones se ha interpretado que esta norma sólo prohíbe el uso de la fuerza dirigido contra la integridad territorial o la independencia política de los Estados, la opinión más extendida es que estas expresiones sólo pretenden intensificar el sentido de la disposición, y que el artículo implica una prohibición absoluta que tiene como únicas excepciones las previstas en la propia Carta de las Naciones Unidas: la legítima defensa y el sistema de seguridad colectiva atribuido al Consejo de Seguridad en el Capítulo VII. Esta interpretación es más acorde con el contexto histórico en el que se redactó la Carta. Su Preámbulo señala expresamente que uno de los principales objetivos de la Organización de las Naciones Unidas es "preservar a las generaciones venideras del flagelo de la guerra que dos veces durante nuestra vida ha infligido a la Humanidad sufrimientos indecibles".
Se considera en la actualidad que el principio de la prohibición del uso o amenaza de la fuerza forma parte del Derecho internacional consuetudinario, y tiene como únicas excepciones los dos supuestos autorizados por la Carta de las Naciones Unidas. En primer lugar, el Consejo de Seguridad, de acuerdo con los artículos 24 y 25 y el Capítulo VII de la Carta, puede autorizar acciones colectivas para mantener o restablecer la paz y la seguridad internacionales. En segundo lugar, el artículo 51 reconoce el derecho de legítima defensa al afirmar que "Ninguna disposición de esta Carta menoscabará el derecho inmanente de legítima defensa, individual o colectiva, en caso de ataque armado contra un Miembro de las Naciones Unidas". Algunos Estados defienden la legitimidad de la intervención humanitaria, la toma de represalias y la protección de los nacionales que se encuentren en el extranjero: se trata de cuestiones polémicas.

## Evolución histórica: límites y prohibición del uso de la fuerza
En el Derecho internacional clásico y desde concepciones iusnaturalistas se desarrollaron límites materiales al empleo de la fuerza en torno a dos conceptos: el ius ad bellum o derecho a la guerra, por un lado, y el ius in bello, que era el conjunto de normas que regían las hostilidades, por otro. En relación con el primero de los aspectos es fundamental la doctrina de la guerra justa, con raíces en la cultura occidental cristiana y sistematizada por Tomás de Aquino en su Summa Theologiae. El teólogo medieval afirmó que los requisitos de la guerra justa eran que fuera declarada por el legítimo soberano (auctoritas principis), que se usaran medios proporcionados y prudentes (recta intentio) y que concurriera una causa iusta. La teoría de la guerra justa ha sido defendida y desarrollada, en diversos contextos históricos, por la Escuela de Salamanca, Hugo Grocio, Immanuel Kant, Hans Kelsen, John Rawls o Michael Walzer, entre otros.
No obstante, a lo largo los siglos XVII y XVIII, y de manera definitiva en el siglo XIX, esta doctrina su espacio en favor de una nueva concepción que consideraba la guerra como un derecho soberano de los Estados que se empleaba como instrumento de política internacional y sin ningún tipo de limitación, ateniendo sencillamente a cuestiones de razón de Estado. Como ejemplo de la forma en que se hacía uso de la fuerza, en 1902, buques de guerra de Alemania, Italia y el Reino Unido bombardearon diversos puertos venezolanos como represalia por el impago de deudas de Venezuela con nacionales de los citados países.
No obstante, ya a principios del siglo XX comienza a limitarse pregresivamente el uso de la fuerza. Las primeras restricciones serán de carácter procesal o formal: la Convención sobre la limitación del uso de la fuerza para el cobro de deudas contractuales, firmada en La Haya el 18 de octubre de 1907, declaraba la necesidad de acudir a un procedimiento de arbitraje, permitiéndose la guerra sólo en el caso de que el Estado deudor se negara a seguir dicho proceso o lo hiciera inefectivo. La Convención relativa al inicio de las hostilidades exigía una declaración de guerra formal y razonada o un ultimátum para poder acudir al recurso a la guerra. Esta es la línea que siguió también el Pacto de la Sociedad de Naciones, que establecía que antes de iniciar una guerra los Estados miembros tenían que someterlo al Consejo de la Sociedad de Naciones o a arbitraje y aguardar un plazo de tres meses desde el dictamen emitido. La concepción que estaba detrás de este sistema es que los Estados no podían querer la guerra, y que en los plazos establecidos se encontrarían soluciones no violentas al conflicto planteado.
La primera prohibición jurídica de la guerra se produjo en el período de entreguerras mediante el Tratado de Renuncia a la Guerra, conocido como Pacto Briand-Kellogg, de 27 de agosto de 1928, que llegó a reunir sesenta y cinco adhesiones. No obstante, el tratado no contaba con garantías que lo respaldaran y fue ineficaz para evitar el estallido de diversos conflictos armados y, finalmente, de la Segunda Guerra Mundial. En 1948, la Carta de las Naciones Unidas prohibió en su articulado el uso y la amenaza de la fuerza, prohibición que ha sido reafirmada y desarrollada en Resoluciones de la Asamblea General como la 2625 (XXV) o la 3314.
El nuevo marco jurídico, político e institucional implica que es absolutamente distinto analizar las cuestiones de la defensa en el mundo actual y en el siglo XIX, por una sencilla razón. Como hemos dicho, en el siglo XIX la guerra no estaba prohibida y la agresión no era ilícita; consecuentemente, los Estados tenían que protegerse única y exclusivamente a través de su capacidad disuasiva y, consecuentemente, las llamadas carreras de armamentos podían considerarse un efecto lógico e incluso necesario, ya que la correlación de fuerzas era finalmente lo que permitía asegurar la paz. Por el contrario, en el mundo actual la agresión y la guerra están prohibidas, y el Capítulo VII de la Carta establece medidas de acción colectiva para restablecer la paz allí donde se haya alterado. Esto da un marco jurídico totalmente distinto para la percepción de la seguridad de los Estados y de sus estrategias nacionales de defensa.
Las excepciones existentes al principio general de prohibición del uso de la fuerza deben interpretarse, como excepciones que son, de manera restrictiva. Debe tenerse además en cuenta que el fin último de todo sistema que colectivice el uso de la coerción y reduzca las posibilidades de autotutela es evitar que siempre prevalezcan los intereses de aquellos que están en mejores condiciones de emplear la fuerza. De aquí se deriva que deben evitarse interpretaciones de las normas que regulan el uso de la fuerza que socaven el principio de igualdad jurídica de los Estados.

## Excepciones a la prohibición del uso de la fuerza

### Seguridad colectiva
El Consejo de Seguridad tiene competencia para determinar cuándo existe una amenaza contra la paz y seguridad internacionales y emprender acciones al respecto. En la práctica, esta potestad se ha usado relativamente poco, ya que han prevalecido los intereses de alguno de los miembros permanentes del Consejo, que tienen derecho de veto. Además, suelen tomarse medidas menos drásticas, como la imposición de sanciones, antes de autorizar acciones armadas. La primera vez que el Consejo de Seguridad autorizó el uso de la fuerza fue en 1950, para garantizar la retirada de Corea del Norte del territorio surcoreano. Aunque inicialmente los redactores de la Carta previeron que las Naciones Unidas tendrían una fuerza propia para acciones de este tipo, la intervención estaba controlada en realidad por tropas al mando de Estados Unidos. Las debilidades del sistema se pusieron de manifiesto en el hecho de que la resolución pudo aprobarse sólo a resultas del boicot que realizaba la Unión Soviética al Consejo y a que el escaño chino estaba aún ocupado por la República de China.
El Consejo de Seguridad no volvió a autorizar el uso de la fuerza de manera relevante hasta la invasión de Kuwait por Irak en 1990. Tras diversas resoluciones en las que exigía la retirada, el Consejo emitió la Resolución 678, que autorizaba el uso de la fuerza y solicitaba a los Estados miembros a proporcionar el apoyo necesario a una fuerza que operaría en coordinación con Kuwait para asegurar la retirada de las tropas iraquíes. En 2003 se aprobó la Resolución 1441, que hacía referencia a la anterior y reconocía que el incumplimiento por parte de Irak de las resoluciones del Consejo en materia de armamento suponía una amenaza para la paz y la seguridad mundial, pero es discutible que esta resolución autorizara el uso de la fuerza en la invasión de Irak de 2003.
Las Naciones Unidas han autorizado también el uso de la fuerza en intervenciones humanitarias o para el mantenimiento de la paz, como en la antigua Yugoslavia, Somalia o Sierra Leona.

### Legítima defensa
El artículo 51 de la Carta de las Naciones Unidas afirma que

Ninguna disposición de esta Carta menoscabará el derecho inmanente de legítima defensa, individual o colectiva, en caso de ataque armado contra un Miembro de las Naciones Unidas, hasta tanto que el Consejo de Seguridad haya tomado las medidas necesarias para mantener la paz y la seguridad internacionales. Las medidas tomadas por los Miembros en ejercicio del derecho de legítima defensa serán comunicadas inmediatamente al Consejo de Seguridad, y no afectarán en manera alguna la autoridad y responsabilidad del Consejo conforme a la presente Carta para ejercer en cualquier momento la acción que estime necesaria con el fin de mantener o restablecer la paz y la seguridad internacionales.

Se reconoce por lo tanto el derecho a la legítima defensa, que se deriva también del derecho internacional consuetudinario, tal y como afirmó la Corte Internacional de Justicia (CIJ) en el caso Nicaragua contra Estados Unidos.
En principio, los elementos que configuran el ejercicio de la legítima defensa dentro de los marcos de la Carta son tres: existencia de un ataque armado, adopción provisional de medidas de autodefensa y remisión del asunto al Consejo de Seguridad. En relación con el concepto de ataque armado, el artículo 3 de la Definición de la Agresión, aprobada por la Resolución de la Asamblea General 3314 (XXIX) recoge diversos actuaciones realizadas por las fuerzas armadas, entre los que se encuentran la invasión o el ataque, el bombardeo, el bloqueo de puertos o costas o el ataque contra las fuerzas armadas de otro Estado. También se definen como actos de agresión utilizar las fuerzas armadas propias, que se encuentran en otro Estado por un acuerdo con el mismo, fuera de los términos de dicho acuerdo; o permitir que un Estado emplee el territorio propio para agredir a otro. La CIJ ha intentado clarificar, en el caso Nicaragua contra Estados Unidos, a partir de qué nivel de intensidad el uso de la fuerza puede calificarse como ataque armado, afirmando que debe tratarse de auténticos ataques y no de incidentes menores.
Un último supuesto recogido por la Definición de la Agresión es el envío o participación en el ataque de grupos irregulares, mercenarios o bandas armadas, cuando los actos sean de tal entidad que puedan equipararse a los anteriores. En esta disposición se basaría el aparente apoyo del Consejo de Seguridad al uso de la fuerza militar por Estados Unidos tras los atentados del 11 de septiembre de 2001.
Algunos entienden que el artículo 51 sólo preserva este derecho cuando tiene lugar un ataque armado, y que otros actos de autodefensa quedan prohibidos por el artículo 2.4, de carácter general. La opinión más extendida, no obstante, es que el artículo 51 reconoce este derecho con carácter general y establece procedimientos que deben seguirse cuando se produzca la agresión armada. De acuerdo con esta interpretación, la legitimidad del uso de la legítima defensa en situaciones en las que aún no se ha sido objeto de un ataque podrían estar permitidas.

#### Ataque preventivo
Hay un derecho limitado de preventiva legítima defensa en virtud del derecho consuetudinario. Su admisibilidad en virtud de la Carta depende de la interpretación del artículo 51. Si se permite la legítima defensa sólo cuando un ataque armado se ha producido, entonces no puede haber derecho a la preventiva legítima defensa. Sin embargo, algunos observadores piensan realmente que un Estado debe esperar a que un ataque armado a la realidad, antes de comenzar a tomar medidas. El preferido es cualquiera de la interpretación que el artículo conserva, en general, el derecho a la legítima defensa, o aceptar una definición más flexible de "ataque armado". En virtud de esta última definición flexible, algunos han tratado de establecer una distinción entre el uso prohibido de "anticipación" de legítima defensa, que tiene lugar cuando un ataque no es más que posible o previsible, y permite una "interventionary" la legítima defensa, que tiene lugar cuando un ataque armado es inminente e inevitable. Parece probable que, cualquiera que sea la ruta interpretativa se utiliza para justificar la conclusión, el derecho a la utilización preventiva la fuerza armada en la cara de un inminente ataque se conserva. Sin embargo, la ley y pracitce todavía están muy lejos de ser funcional la forma en que los redactores han imaginado.

#### Protección de nacionales
Algunos Estados han reclamado el derecho al uso de la fuerza para proteger a los nacionales que se encuentran en el extranjero. Varios ejemplos incluirían la intervención del Reino Unido en Suez (1956), Israel en Entebbe (1976) o Estados Unidos en la República Dominicana (1965), Granada (1983) o Panamá (1989). Se trata de un tema controvertido, pero la mayoría de los Estados dudan de la existencia de este derecho. A menudo se apela al mismo junto con otros derechos o motivos para emplear la fuerza: por ejemplo, la intervención de Estados Unidos en Granada se consideró una respuesta a la llegada al poder de un gobierno socialista. En muchos casos, la protección de nacionales se emplea como una excusa para alcanzar otros objetivos políticos.

### Intervención humanitaria
Recientemente, varios Estados han tratado de justificar la existencia del derecho a intervenir militarmente en otros Estados para la protección de los derechos humanos, sin el consentimiento del Estado en que se interviene ni la autorización del Consejo de Seguridad de Naciones Unidas. Tras la crisis de Kosovo en 1999, el Secretario de Estado de Asuntos Exteriores del Reino Unido afirmó que en el Derecho internacional, en circunstancias excepcionales y para evitar una catástrofe humanitaria, pueden adoptarse medidas de intervención militar. Es muy difícil conciliar esta afirmación con la Carta de las Naciones Unidas ya que, claramente, no se trata de ningún tipo de legítima defensa.
Cuando la OTAN usó la fuerza militar contra Yugoslavia, no tenía la autorización del Consejo de Seguridad, pero la acción tampoco fue condenada: las naciones con derecho de veto en el Consejo mantienen posturas enfrentadas a favor y en contra de la legalidad de estas acciones. Sus defensores apelan a la supuesta formación de una nueva costumbre internacional. Muchos Estados, por el contrario, se oponen a estas prácticas y las consideran ilegales. Desde el punto de vista práctico, añaden que un derecho de este tipo siempre se emplearía por los Estados más fuertes en contra de los más débiles. Ernesto Garzón Valdés considera que, como toda operación armada, puede provocar muertes incluso en la propia población que se trata de proteger, lo que sería un contrasentido.

### El Uso de Fuerza no militar
Ha habido un debate muy amplio sobre el significado de la frase en el artículo 2(4), específicamente sobre el uso de la palabra 'fuerza'. Existen muchas opiniones sobre que si bien la frase 'ataque armado' es empleada en el artículo 51 es distinto al uso de la palabra 'fuerza' en 2(4) que tiene un rango más amplio al poder ser: fuerza económica u otros métodos de fuerza no-militar. Sin embargo, tales medidas pudieran estar prohibidas por algunas otras partes de la Carta de las Naciones Unidas, no parece posible justificar tal gama de interpretaciones no-militares plausibles en 2(4) en el marco de las prácticas reales de los estados.